# Ле Пјане (Бјела)
Ле Пјане је насеље у Италији у округу Бијела, региону Пијемонт.
Према процени из 2011. у насељу је живело 12 становника. Насеље се налази на надморској висини од 930 м.